# Segona divisió espanyola de futbol 1986-1987
Resum de l'activitat de la temporada 1986-1987 de la Segona divisió espanyola de futbol. Va ser la temporada més llarga de la història del futbol espanyol. La lliga es va reduir a 18 equips i va tenir dues fases. En la primera, els 18 equips van jugar dues vegades (a casa i fora). Al final de la primera fase, els dotze primers equips es van classificar per als grups d'ascens (Grup A1 per als equips que van acabar en posició imparell i Grup A2 per als equips que van acabar en posició parell) i els sis últims classificats per al grup de descens (Grup B). A la segona fase, els equips van jugar només dues vegades contra equips del mateix grup (a casa i fora), sumant els punts de la primera fase. Els campions de grups d'ascens (València CF i Celta de Vigo) i millor segon (CD Logroñés) van ascendir a primera divisió. Els tres últims del grup de descens haurien d'haver descendit al final de la temporada, però a mitjan temporada es va decidir que Primera i Segona s'ampliarien a 20 equips. Finalment, no hi va haver descensos a Segona Divisió B.

## Clubs participants
| Club                 | Ciutat               | Estadi           |
| -------------------- | -------------------- | ---------------- |
| Barcelona Atlètic    | Barcelona            | Mini Estadi      |
| Bilbao Athletic      | Bilbao               | San Mamés        |
| Cartagena FC         | Cartagena            | El Almarjal      |
| CE Castelló          | Castelló de la Plana | Castàlia         |
| Castilla CF          | Madrid               | Ciudad Deportiva |
| RC Celta de Vigo     | Vigo                 | Balaídos         |
| Deportivo La Coruña  | La Corunya           | Riazor           |
| Elx CF               | Elx                  | Nuevo Estadio    |
| UE Figueres          | Figueres             | Vilatenim        |
| Hèrcules CF          | Alacant              | José Rico Pérez  |
| CD Logroñés          | Logronyo             | Las Gaunas       |
| CD Málaga            | Màlaga               | La Rosaleda      |
| Real Oviedo          | Oviedo               | Carlos Tartiere  |
| Rayo Vallecano       | Madrid               | Vallecas         |
| Recreativo de Huelva | Huelva               | Colombino        |
| Sestao Sport         | Sestao               | Las Llanas       |
| València CF          | València             | Luis Casanova    |
| Xerez CD             | Jerez de la Frontera | Domecq           |

## Primera fase
| Pos | Equip                  | PJ | PG | PE | PP | GF | GC | DG  | Pts | Classificació      |
| --- | ---------------------- | -- | -- | -- | -- | -- | -- | --- | --- | ------------------ |
| 1   | València CF            | 34 | 19 | 8  | 7  | 53 | 26 | +27 | 46  | Grup A1 (Promoció) |
| 2   | Deportivo de La Coruña | 34 | 16 | 11 | 7  | 46 | 33 | +13 | 43  | Grup A2 (Promoció) |
| 3   | CD Logroñés            | 34 | 16 | 9  | 9  | 46 | 33 | +13 | 41  | Grup A1 (Promoció) |
| 4   | Celta de Vigo          | 34 | 17 | 6  | 11 | 56 | 35 | +21 | 40  | Grup A2 (Promoció) |
| 5   | Recreativo de Huelva   | 34 | 18 | 3  | 13 | 53 | 44 | +9  | 39  | Grup A1 (Promoció) |
| 6   | Sestao                 | 34 | 13 | 12 | 9  | 38 | 23 | +15 | 38  | Grup A2 (Promoció) |
| 7   | Elx CF                 | 34 | 12 | 12 | 10 | 31 | 28 | +3  | 36  | Grup A1 (Promoció) |
| 8   | Rayo Vallecano         | 34 | 10 | 15 | 9  | 28 | 28 | 0   | 35  | Grup A2 (Promoció) |
| 9   | Bilbao Athletic        | 34 | 12 | 11 | 11 | 51 | 54 | −3  | 35  | Grup A1 (Promoció) |
| 10  | CE Castelló            | 34 | 13 | 8  | 13 | 38 | 42 | −4  | 34  | Grup A2 (Promoció) |
| 11  | Hèrcules CF            | 34 | 12 | 8  | 14 | 38 | 43 | −5  | 32  | Grup A1 (Promoció) |
| 12  | CD Málaga              | 34 | 10 | 12 | 12 | 43 | 39 | +4  | 32  | Grup A2 (Promoció) |
| 13  | Barcelona Atlètic      | 34 | 11 | 10 | 13 | 42 | 46 | −4  | 32  | Grup B (Descens)   |
| 14  | Real Oviedo            | 34 | 9  | 12 | 13 | 33 | 46 | −13 | 30  | Grup B (Descens)   |
| 15  | UE Figueres            | 34 | 9  | 11 | 14 | 39 | 40 | −1  | 29  | Grup B (Descens)   |
| 16  | Cartagena FC           | 34 | 7  | 13 | 14 | 34 | 51 | −17 | 27  | Grup B (Descens)   |
| 17  | Castilla CF            | 34 | 7  | 10 | 17 | 30 | 51 | −21 | 24  | Grup B (Descens)   |
| 18  | Xerez CD               | 34 | 4  | 11 | 19 | 21 | 58 | −37 | 19  | Grup B (Descens)   |

### Resultats
| Casa \ Fora   | BAR | BIL | CAR | CAS | CST | CEL | DEP | ELC | FIG | HÉR | LOG | MGA | OVI | RAY | REC | SES | VAL | XER |
| ------------- | --- | --- | --- | --- | --- | --- | --- | --- | --- | --- | --- | --- | --- | --- | --- | --- | --- | --- |
| Barcelona At. | —   | 6–2 | 1–1 | 3–2 | 1–0 | 0–0 | 1–2 | 2–1 | 3–1 | 2–0 | 0–2 | 2–3 | 1–1 | 4–0 | 3–1 | 0–0 | 2–2 | 4–0 |
| Bilbao Ath.   | 1–1 | —   | 1–1 | 1–1 | 3–3 | 2–3 | 2–0 | 2–0 | 2–1 | 1–0 | 2–3 | 1–1 | 2–2 | 1–3 | 1–1 | 0–0 | 3–1 | 2–0 |
| Cartagena     | 2–0 | 2–4 | —   | 4–1 | 0–0 | 3–1 | 0–0 | 1–0 | 2–4 | 1–1 | 1–1 | 0–0 | 3–3 | 0–0 | 2–1 | 1–0 | 0–1 | 1–1 |
| CE Castelló   | 2–0 | 1–0 | 2–1 | —   | 0–1 | 1–1 | 1–0 | 2–0 | 1–0 | 1–0 | 3–0 | 1–1 | 1–1 | 1–0 | 1–2 | 2–2 | 1–0 | 2–1 |
| Castilla      | 2–2 | 1–2 | 3–1 | 1–2 | —   | 0–1 | 0–1 | 0–3 | 1–1 | 3–2 | 1–2 | 0–0 | 1–0 | 1–0 | 0–2 | 2–0 | 1–2 | 1–0 |
| Celta de Vigo | 5–0 | 1–2 | 3–0 | 3–1 | 1–1 | —   | 2–0 | 4–0 | 2–0 | 3–0 | 2–1 | 3–2 | 3–1 | 2–1 | 1–2 | 2–0 | 2–1 | 4–0 |
| Deportivo     | 1–1 | 1–0 | 1–0 | 2–0 | 4–1 | 3–0 | —   | 1–1 | 2–2 | 3–1 | 1–0 | 2–1 | 1–1 | 3–1 | 1–0 | 2–1 | 1–1 | 2–0 |
| Elx CF        | 1–0 | 2–0 | 2–0 | 2–2 | 1–1 | 1–0 | 0–2 | —   | 1–1 | 1–1 | 0–0 | 0–0 | 2–0 | 1–0 | 0–1 | 0–0 | 1–1 | 5–0 |
| UE Figueres   | 0–0 | 1–1 | 1–1 | 5–1 | 3–1 | 0–2 | 1–1 | 1–1 | —   | 2–1 | 1–2 | 1–1 | 3–1 | 0–0 | 0–2 | 3–0 | 0–1 | 3–0 |
| Hèrcules CF   | 2–1 | 1–3 | 1–2 | 0–1 | 2–1 | 0–0 | 1–0 | 0–0 | 2–0 | —   | 3–0 | 1–1 | 4–0 | 0–0 | 4–3 | 0–0 | 0–0 | 3–1 |
| CD Logroñés   | 3–0 | 1–3 | 1–0 | 0–0 | 0–0 | 2–0 | 2–2 | 4–1 | 1–0 | 3–0 | —   | 0–0 | 2–0 | 1–0 | 3–0 | 1–0 | 2–0 | 2–0 |
| Málaga        | 1–0 | 3–1 | 3–0 | 2–1 | 6–2 | 2–0 | 2–2 | 0–1 | 0–1 | 1–2 | 2–2 | —   | 2–3 | 1–1 | 2–0 | 0–0 | 0–1 | 2–1 |
| R. Oviedo     | 0–1 | 0–0 | 4–0 | 2–1 | 1–1 | 1–0 | 3–1 | 0–0 | 1–0 | 0–1 | 2–1 | 1–0 | —   | 1–1 | 2–1 | 0–3 | 0–2 | 1–1 |
| Rayo          | 1–0 | 5–1 | 0–0 | 2–1 | 1–0 | 0–0 | 1–1 | 1–0 | 1–2 | 2–1 | 1–1 | 1–0 | 0–0 | —   | 1–0 | 0–0 | 0–0 | 2–2 |
| Recreativo    | 2–0 | 4–1 | 3–0 | 1–0 | 3–0 | 3–2 | 2–0 | 0–1 | 1–1 | 1–2 | 3–1 | 4–1 | 2–0 | 3–1 | —   | 1–0 | 1–1 | 2–1 |
| Sestao Sport  | 5–0 | 3–1 | 3–1 | 1–1 | 3–0 | 1–0 | 0–0 | 1–0 | 2–0 | 2–0 | 0–0 | 2–1 | 1–0 | 0–0 | 4–0 | —   | 0–3 | 3–0 |
| València CF   | 0–1 | 0–2 | 2–1 | 2–0 | 1–0 | 3–2 | 3–1 | 0–1 | 1–0 | 4–1 | 1–0 | 1–0 | 4–1 | 0–0 | 5–1 | 1–0 | —   | 6–0 |
| Xerez CD      | 0–0 | 1–1 | 2–2 | 1–0 | 0–0 | 1–1 | 1–2 | 0–1 | 1–0 | 0–1 | 2–1 | 1–2 | 0–0 | 0–1 | 2–0 | 1–1 | 0–0 | —   |

## Segona fase

### Grup A1 (Promoció)
| Pos | Equip                | PJ | PG | PE | PP | GF | GC | DG  | Pts | Promoció                 |
| --- | -------------------- | -- | -- | -- | -- | -- | -- | --- | --- | ------------------------ |
| 1   | València CF (P)      | 44 | 24 | 9  | 11 | 67 | 36 | +31 | 57  | Ascens a Primera Divisió |
| 2   | CD Logroñés (P)      | 44 | 22 | 10 | 12 | 59 | 43 | +16 | 54  | Ascens a Primera Divisió |
| 3   | Recreativo de Huelva | 44 | 23 | 4  | 17 | 66 | 56 | +10 | 50  |                          |
| 4   | Elx CF               | 44 | 17 | 14 | 13 | 45 | 43 | +2  | 48  |                          |
| 5   | Hèrcules CF          | 44 | 16 | 9  | 19 | 55 | 56 | −1  | 41  |                          |
| 6   | Bilbao Athletic      | 44 | 14 | 11 | 19 | 61 | 75 | −14 | 39  |                          |

| Casa \ Fora | BIL | ELC | HÉR | LOG | REC | VAL |
| ----------- | --- | --- | --- | --- | --- | --- |
| Bilbao Ath. | —   | 1–2 | 1–3 | 1–2 | 3–1 | 3–2 |
| Elx CF      | 2–1 | —   | 3–0 | 0–0 | 1–1 | 2–1 |
| Hèrcules CF | 4–0 | 0–1 | —   | 4–1 | 3–1 | 1–1 |
| CD Logroñés | 2–0 | 4–1 | 2–1 | —   | 1–0 | 1–0 |
| Recreativo  | 2–0 | 2–1 | 2–1 | 2–0 | —   | 2–0 |
| València CF | 1–0 | 5–1 | 1–0 | 1–0 | 2–0 | —   |

### Grup A2 (Promoció)
| Pos | Equip                  | PJ | PG | PE | PP | GF | GC | DG  | Pts | Promoció                 |
| --- | ---------------------- | -- | -- | -- | -- | -- | -- | --- | --- | ------------------------ |
| 1   | Celta de Vigo (P)      | 44 | 23 | 8  | 13 | 71 | 41 | +30 | 54  | Ascens a Primera Divisió |
| 2   | Sestao                 | 44 | 19 | 14 | 11 | 47 | 27 | +20 | 52  |                          |
| 3   | Deportivo de La Coruña | 44 | 19 | 13 | 12 | 58 | 47 | +11 | 51  |                          |
| 4   | CE Castelló            | 44 | 16 | 12 | 16 | 44 | 52 | −8  | 44  |                          |
| 5   | Rayo Vallecano         | 44 | 12 | 17 | 15 | 40 | 44 | −4  | 41  |                          |
| 6   | CD Málaga              | 44 | 12 | 16 | 16 | 57 | 57 | 0   | 40  |                          |

| Casa \ Fora   | CAS | CEL | DEP | MGA | RAY | SES |
| ------------- | --- | --- | --- | --- | --- | --- |
| CE Castelló   | —   | 0–0 | 0–0 | 1–1 | 0–0 | 1–0 |
| Celta de Vigo | 4–0 | —   | 3–0 | 4–1 | 1–0 | 1–0 |
| Deportivo     | 0–2 | 0–1 | —   | 3–0 | 3–2 | 1–2 |
| Málaga        | 4–1 | 1–0 | 2–2 | —   | 2–2 | 1–1 |
| Rayo          | 0–1 | 4–1 | 1–3 | 3–2 | —   | 0–2 |
| Sestao        | 1–0 | 0–0 | 1–0 | 1–0 | 1–0 | —   |

### Grup B (Descens)
No hi va haver descensos per l'ampliació de la categoria.

| Pos | Equip             | PJ | PG | PE | PP | GF | GC | DG  | Pts |
| --- | ----------------- | -- | -- | -- | -- | -- | -- | --- | --- |
| 1   | Barcelona Atlètic | 44 | 16 | 10 | 18 | 56 | 58 | −2  | 42  |
| 2   | UE Figueres       | 44 | 15 | 12 | 17 | 59 | 53 | +6  | 42  |
| 3   | Cartagena FC      | 44 | 14 | 14 | 16 | 52 | 67 | −15 | 42  |
| 4   | Real Oviedo       | 44 | 13 | 14 | 17 | 50 | 64 | −14 | 40  |
| 5   | Castilla CF       | 44 | 11 | 11 | 22 | 49 | 71 | −22 | 33  |
| 6   | Xerez CD          | 44 | 5  | 12 | 27 | 32 | 78 | −46 | 22  |

| Casa \ Fora   | BAR | CAR | CST | FIG | OVI | XER |
| ------------- | --- | --- | --- | --- | --- | --- |
| Barcelona At. | —   | 3–2 | 2–3 | 3–0 | 2–0 | 2–1 |
| Cartagena     | 1–0 | —   | 2–1 | 2–1 | 1–0 | 2–0 |
| Castilla      | 2–0 | 1–2 | —   | 1–2 | 2–5 | 3–0 |
| UE Figueres   | 1–0 | 6–1 | 1–1 | —   | 3–0 | 3–1 |
| R. Oviedo     | 2–1 | 4–4 | 3–1 | 0–2 | —   | 2–1 |
| Xerez CD      | 0–1 | 0–1 | 3–4 | 4–1 | 1–1 | —   |

## Resultats finals
- Campió: València CF.
- Ascensos a Primera divisió: València CF, CD Logroñés i Celta de Vigo.
- Descensos a Segona divisió espanyola de futbol: Racing de Santander.
- Ascensos a Segona divisió: CD Tenerife, UE Lleida, Granada CF i Real Burgos CF.
- Descensos a Segona divisió B: Cap.
- Màxim golejador:  Baltazar (Celta de Vigo).
- Porter menys golejat:  Echevarria (Sestao Sport).